# Contea di Creek
La contea di Creek ( in inglese Creek County ) è una contea dello Stato dell'Oklahoma, negli Stati Uniti. La popolazione al censimento del 2000 era di 67 367 abitanti. Il capoluogo di contea è Sapulpa.